# 동아시아기후파트너십
동아시아기후파트너십(East Asia Climate Partnership, EACP)은 개발도상국의 기후변화 대응과 아시아의 녹색성장을 위해 대외원조를 담당하는 한국국제협력단(Korea International Cooperation Agency, 이하 KOICA)이 주관하는 대한민국의 국제개발 협력사업이다.

## 개요

### 기후변화의 영향과 이에 취약한 개발도상국
기후변화의 영향은 생태계와 인간 모두에게 심각한 영향을 끼친다. 온실가스 배출로 인한 지구 온난화는 직접적으로 기온, 강수 등에 영향을 미치고 있으며, 이는 수자원, 농업과 식량안보, 인간건강과 거주, 생태적 재화와 서비스 경제의 각 분야에 2차적 영향을 미친다.
지구 온난화와 같은 기후변화의 영향은 빈곤과 밀접하게 연결되어 있어서 더욱 문제가 심각하다. 기후변화에 가장 취약한 지역이 빈곤층 비율이 높은 개발도상국, 그 중에서도 농업에 대한 의존성이 높고, 기후변화 대응 체제나 기반 시설이 미흡한 지역으로 나타나고 있다.

### 아시아 개발도상국 기후변화 대응을 돕기 위한 국제개발원조(ODA) 동향
2000년 유엔 총회에서 21세기를 맞이하여 빈곤퇴치 및 새로운 국제협력의 방향을 설정하기 위해 ‘새천년개발목표(MDGs, Millenium Development Goals)’를 선언한 이후, 많은 선진국들이 개발도상국들의 빈곤 및 환경문제를 지구촌 전체의 문제라고 인식하고 해당 국가들에 대한 공적개발원조(Official Development Assistance, 이하 ODA)를 늘리고 있는 추세다.
특히 기후변화 대응에 있어 개발도상국에 대한 규제가 경제 성장을 저해하는 반면, 녹색성장 패러다임의 도입은 온실가스 배출과 환경오염을 줄이는 동시에 지속적으로 성장을 추구하고자 하는 지속가능성장 개념의 하나로, 개발도상국의 빈곤 감소와 경제 성장을 도모하면서 기후변화에 대응할 수 있다.

## 사업 사례
동아시아기후파트너십은 파트너국의 사업 수요에 따라 해당 지역의 특성을 반영한 맞춤형 사업 추진을 원칙으로 하되, 주요 사업 분야는 다음과 같다.
- 물 랜드마크 사업: 빈곤국가의 물 부족 문제의 심각성에 대한 국제 사회의 물 문제 해결 노력에 동참, 몽골, 아제르바이잔, 필리핀 등 3개국 대상으로 오는 2015년까지 총 810억 원 규모의 공적개발원조(Official Development Assistance)를 수행한다.[4]

- 프로젝트 사업: 5대 중점 지원 분야별로 해당 파트너국의 수요에 따라 수행. 현재 2009년 기선정된 9개국 15건에 대한 본사업 추진을 준비 중에 있고, 2010년 신규 사업으로 3개국 3건에 대한 사업 선정 확정이 예정되어 있다.[5]

- 기타 파트너십 사업: 다양한 국제기구와의 협력사업은 물론 동아시아 지역 기후 대응 및 사업추진을 위한 연구용역과 ‘글로벌녹색성장연구소(GGGI)’ 설립 지원, 동아시아기후포럼 개최 등의 사업을 진행한다. 현재 국제기구 협력사업으로 3대 국제기구인 아시아개발은행(ADB), 유엔환경계획(UNEP), 유엔아시아태평양경제사회위원회(UNESCAP) 등의 연구사업을 지원하고 있다.[6]